# Велдон (Ајова)
Велдон (енгл. Weldon) град је у америчкој савезној држави Ајова. По попису становништва из 2010. у њему је живело 125 становника.

## Демографија
Према попису становништва из 2010. у граду је живело 125 становника, што је -20 (-13.8%) становника више него 2000. године.
| Група             | 2000.       | 2010.       |
| Белци             | 142 (97,9%) | 122 (97,6%) |
| Афроамериканци    | 0 (0,0%)    | 0 (0,0%)    |
| Азијати           | 0 (0,0%)    | 0 (0,0%)    |
| Хиспаноамериканци | 3 (2,1%)    | 2 (1,6%)    |
| Укупно            | 145         | 125         |